# Lista över månens kratrar, L–N
Detta är en underlista till lista över månens kratrar.

## L
| Krater        | Diameter | Eponym                                                   |
| ------------- | -------- | -------------------------------------------------------- |
| L. Clark      | 16 km    | Laurel Blair Salton Clark (1961–2003)                    |
| La Caille     | 67 km    | Nicolas Louis de Lacaille (1713-1762)                    |
| La Condamine  | 37 km    | Charles Marie de La Condamine (1701-1774)                |
| La Pérouse    | 77 km    | Jean-François de Galoup, Comte De La Pérouse (1741-1788) |
| Lacchini      | 58 km    | Giovanni Lacchini (1884-1967)                            |
| Lacroix       | 37 km    | Sylvestre Francois de Lacroix (1765-1843)                |
| Lade          | 55 km    | Heinrich Eduard von Lade (1817-1904)                     |
| Lagalla       | 85 km    | Giulio Cesare Lagalla (1571-1624)                        |
| Lagrange      | 225 km   | Joseph-Louis Lagrange (1736-1813)                        |
| Lalande       | 24 km    | Joseph Jérôme Le François de Lalande (1732-1807)         |
| Lallemand     | 18 km    | André Lallemand (1904-1978)                              |
| Lamarck       | 100 km   | Jean-Baptiste de Lamarck (1744-1829)                     |
| Lamb          | 106 km   | Sir Horace Lamb (1849-1934)                              |
| Lambert       | 30 km    | Johann Heinrich Lambert (1728-1777)                      |
| Lamé          | 84 km    | Gabriel Lamé (1795-1870)                                 |
| Lamèch        | 13 km    | Félix Chemla Lamèch (1894-1962)                          |
| Lamont        | 106 km   | Johann von Lamont (1805-1879)                            |
| Lampland      | 65 km    | Carl Otto Lampland (1873-1951)                           |
| Landau        | 214 km   | Lev Davidovich Landau (1908-1968)                        |
| Lander        | 40 km    | Richard Lemon Lander (1804-1834)                         |
| Landsteiner   | 6 km     | Karl Landsteiner (1868-1943)                             |
| Lane          | 55 km    | Jonathan Homer Lane (1819-1880)                          |
| Langemak      | 97 km    | Georgij Erichovitj Langemak (1898-1938)                  |
| Langevin      | 58 km    | Paul Langevin (1872-1946)                                |
| Langley       | 59 km    | Samuel Pierpont Langley (1834-1906)                      |
| Langmuir      | 91 km    | Irving Langmuir (1881-1957)                              |
| Langrenus     | 127 km   | Michel Florent van Langren (circa 1600-1675)             |
| Lansberg      | 38 km    | Philippe van Lansberg (1561-1632)                        |
| Larmor        | 97 km    | Sir Joseph Larmor (1857-1942)                            |
| Lassell       | 23 km    | William Lassell (1799-1880)                              |
| Laue          | 87 km    | Max von Laue (1879-1960)                                 |
| Lauritsen     | 52 km    | Charles Christian Lauritsen (1892-1968)                  |
| Lavoisier     | 70 km    | Antoine-Laurent de Lavoisier (1743-1794)                 |
| Lawrence      | 24 km    | Ernest Orlando Lawrence (1901-1958)                      |
| Lawrence      | 24 km    | Robert Henry Lawrence, Jr. (1935-1993)                   |
| Le Gentil     | 128 km   | Guillaume Hyacinthe Le Gentil (1725-1792)                |
| Le Monnier    | 60 km    | Pierre Charles Lemonnier (1715-1799)                     |
| Le Verrier    | 20 km    | Urbain Jean Le Verrier (1811-1877)                       |
| Leakey        | 12 km    | Louis Seymour Bazett Leakey (1903-1972)                  |
| Leavitt       | 66 km    | Henrietta Swan Leavitt (1868-1921)                       |
| Lebedev       | 102 km   | Pjotr Nikolajevitj Lebedev (1866-1912)                   |
| Lebedinskiy   | 62 km    | Aleksandr I. Lebedinskiy (1913-1967)                     |
| Lebesgue      | 11 km    | Henri Léon Lebesgue (1875-1941)                          |
| Lee           | 41 km    | John Lee (1783-1866)                                     |
| Leeuwenhoek   | 125 km   | Antonie van Leeuwenhoek (1632-1723)                      |
| Legendre      | 78 km    | Adrien Marie Legendre (1752-1833)                        |
| Lehmann       | 53 km    | Jacob Heinrich Wilhelm Lehmann (1800-1863)               |
| Leibnitz      | 245 km   | Gottfried Wilhelm von Leibniz (1646-1716)                |
| Lemaître      | 91 km    | Georges Lemaître (1894-1966)                             |
| Lents         | 21 km    | Heinrich Friedrich Emil Lenz (1804-1865)                 |
| Leonov        | 33 km    | Aleksei Arkhipovich Leonov (1934-2019)                   |
| Lepaute       | 16 km    | Nicole-Reine Etable de la Briere Lepaute (1723-1788)     |
| Letronne      | 116 km   | Jean Antoine Letronne (1787-1848)                        |
| Leucippus     | 56 km    | Leucippus (flourished cirka 440 f.kr)                    |
| Leuschner     | 49 km    | Armin Otto Leuschner (1868-1953)                         |
| Levi-Civita   | 121 km   | Tullio Levi-Civita (1873-1941)                           |
| Lewis         | 42 km    | Gilbert Newton Lewis (1875-1946)                         |
| Lexell        | 62 km    | Anders Johan Lexell (1740-1784)                          |
| Ley           | 79 km    | Willy Ley (1906-1969)                                    |
| Licetus       | 74 km    | Fortunio Liceti (1577-1657)                              |
| Lichtenberg   | 20 km    | Georg Christoph Lichtenberg (1742-1799)                  |
| Lick          | 31 km    | James Lick (1796-1876)                                   |
| Liebig        | 37 km    | Freiherr Justus von Liebig (1803-1873)                   |
| Lilius        | 61 km    | Luigi Giglio (okänt-1576)                                |
| Linda         | 1 km     | (Spanskt kvinnonamn)                                     |
| Lindbergh     | 12 km    | Charles Augustus Lindbergh (1902-1974)                   |
| Lindblad      | 66 km    | Bertil Lindblad (1895-1965)                              |
| Lindenau      | 53 km    | Bernhard von Lindenau (1780-1854)                        |
| Lindsay       | 32 km    | Eric Mervyn Lindsay (1907-1974)                          |
| Linné         | 2 km     | Carl von Linné (1707-1778)                               |
| Liouville     | 16 km    | Joseph Liouville (1809-1882)                             |
| Lippershey    | 6 km     | Hans Lippershey (unknown-1619)                           |
| Lippmann      | 160 km   | Gabriel Lippmann (1845-1921)                             |
| Lipskiy       | 80 km    | Yuriy N. Lipskiy (1909-1978)                             |
| Litke         | 39 km    | Fjodor Litke (Lütke) (1797-1882)                         |
| Littrow       | 30 km    | Joseph Johann von Littrow (1781-1840)                    |
| Lobachevskiy  | 84 km    | Nikolaj Ivanovitj Lobatjevskij (1793-1856)               |
| Lockyer       | 34 km    | Sir Joseph Norman Lockyer (1836-1920)                    |
| Lodygin       | 62 km    | Alexander Nikolayevich Lodygin (1847-1923)               |
| Loewy         | 24 km    | Moritz Loewy (1833-1907)                                 |
| Lohrmann      | 30 km    | Wilhelm Gotthelf Lohrmann (1796-1840)                    |
| Lohse         | 41 km    | Oswald Lohse (1845-1915)                                 |
| Lomonosov     | 92 km    | Mikhail Lomonosov (1711-1765)                            |
| Longomontanus | 157 km   | Christian Sørensen Longomontanus (1562-1647)             |
| Lorentz       | 312 km   | Hendrik Antoon Lorentz (1853-1928)                       |
| Louise        | 0,8 km   | Franskt kvinnonamn                                       |
| Louville      | 36 km    | Jacques D'Allonville, Chevalier de Louville (1671-1732)  |
| Love          | 84 km    | Augustus Edward Hough Love (1863-1940)                   |
| Lovelace      | 54 km    | William Randolph Lovelace II (1907-1965)                 |
| Lovell        | 34 km    | James Lovell (1928-)                                     |
| Lowell        | 66 km    | Percival Lowell (1855-1916)                              |
| Lubbock       | 13 km    | John William Lubbock (1803-1865)                         |
| Lubiniezky    | 43 km    | Stanislaus Lubiniezky (1623-1675)                        |
| Lucian        | 7 km     | Lukianos från Samosata (ca 120-180)                      |
| Lucretius     | 63 km    | Lucretius (cirka 95-55 f.kr.)                            |
| Ludwig        | 23 km    | Carl Friedrich Wilhelm Ludwig (1816-1895)                |
| Lundmark      | 106 km   | Knut Emil Lundmark (1889-1958)                           |
| Luther        | 9 km     | Robert Luther (1822-1900)                                |
| Lyapunov      | 66 km    | Aleksandr Mikhailovich Lyapunov (1857-1918)              |
| Lyell         | 32 km    | Sir Charles Lyell (1797-1875)                            |
| Lyman         | 84 km    | Theodore Lyman (1874-1954)                               |
| Lyot          | 132 km   | Bernard Ferdinand Lyot (1897-1952)                       |

## M
| Krater       | Diameter | Eponym                                                            |
| ------------ | -------- | ----------------------------------------------------------------- |
| M. Anderson  | 17 km    | Michael P. Anderson (1959-2003)                                   |
| Mach         | 180 km   | Ernst Mach (1838-1916)                                            |
| Maclaurin    | 50 km    | Colin Maclaurin (1698-1746)                                       |
| Maclear      | 20 km    | Thomas Maclear (1794-1879)                                        |
| MacMillan    | 7 km     | William Duncan MacMillan (1871-1948)                              |
| Macrobius    | 64 km    | Macrobius (omkring 400 e. Kr.)                                    |
| Maestlin     | 7 km     | Michael Maestlin (1550-1631)                                      |
| Magelhaens   | 40 km    | Ferdinand Magellan (1480-1521)                                    |
| Maginus      | 194 km   | Giovanni Antonio Magini (1555-1617)                               |
| Main         | 46 km    | Robert Main (1808-1878)                                           |
| Mairan       | 40 km    | Jean Jacques d'Ortous de Mairan (1678-1771)                       |
| Maksutov     | 83 km    | Dmitri Dmitrievich Maksutov (1896-1964)                           |
| Malapert     | 69 km    | Charles Malapert (1581-1630)                                      |
| Mallet       | 58 km    | Robert Mallet (1810-1881)                                         |
| Malyy        | 41 km    | Aleksandr L. Malyy (1907-1961)                                    |
| Mandelʹshtam | 197 km   | Leonid Isaakovich Mandelʹshtam (1879-1944)                        |
| Manilius     | 38 km    | Marcus Manilius (unknown-circa 50 B.C.)                           |
| Manners      | 15 km    | Russell Henry Manners (1800-1870)                                 |
| Manuel       | 0,5 km   | Spansk form av hebreiskt mansnamn                                 |
| Manzinus     | 98 km    | Carlo Antonio Manzini (1599-1677)                                 |
| Maraldi      | 39 km    | Giovanni Domenico Maraldi (1709-1788)                             |
| Maraldi      | 39 km    | Jacques Philippe Maraldi (1665-1729)                              |
| Marci        | 25 km    | Jan Marek Marci von Kronland (1595-1667)                          |
| Marco Polo   | 28 km    | Marco Polo (1254-1324)                                            |
| Marconi      | 73 km    | Guglielmo Marconi (1874-1937)                                     |
| Marinus      | 58 km    | Marinus av Tyros (cirka 70-cirka 130)                             |
| Mariotte     | 65 km    | Edme Mariotte (1620-1684)                                         |
| Marius       | 41 km    | Simon Marius (1570-1624)                                          |
| Markov       | 40 km    | Aleksandr Vladimirovich Markov (1897-1968)                        |
| Markov       | 40 km    | Andrej Andrejevitj Markov (1856-1922)                             |
| Marth        | 6 km     | Albert Marth (1828-1897)                                          |
| Mary         | 1 km     | Engelsk form av hebreiskt kvinnonamn                              |
| Maskelyne    | 23 km    | Nevil Maskelyne (1732-1811)                                       |
| Mason        | 33 km    | Charles Mason (1730-1787)                                         |
| Maunder      | 55 km    | Annie Scott Dill Maunder (född Russell) (1868-1947)               |
| Maunder      | 55 km    | Edward Walter Maunder (1851-1928)                                 |
| Maupertuis   | 45 km    | Pierre Louis de Maupertuis (1698-1759)                            |
| Maurolycus   | 114 km   | Francesco Maurolico (1494-1575)                                   |
| Maury        | 17 km    | Matthew Fontaine Maury (1806-1873)                                |
| Maury        | 17 km    | Antonia Caetana Maury (1866-1952)                                 |
| Mavis        | 1 km     | (Skotskt kvinnonamn)                                              |
| Maxwell      | 107 km   | James Clerk Maxwell (1831-1879)                                   |
| McAdie       | 45 km    | Alexander George McAdie (1863-1943)                               |
| McAuliffe    | 19 km    | Christa McAuliffe (1948-1986)                                     |
| McClure      | 23 km    | Robert Le Mesurier McClure (1807-1873)                            |
| McCool       | 21 km    | William Cameron McCool (1961–2003)                                |
| McDonald     | 7 km     | William Johnson McDonald (1844-1926)                              |
| McDonald     | 7 km     | Thomas Logie McDonald (1901-1973)                                 |
| McKellar     | 51 km    | Andrew McKellar (1910-1960)                                       |
| McLaughlin   | 79 km    | Dean Benjamin McLaughlin (1901-1965)                              |
| McMath       | 86 km    | Francis Charles McMath (1867-1938)                                |
| McMath       | 86 km    | Robert Raynolds McMath (1891-1962)                                |
| McNair       | 29 km    | Ronald Erwin McNair (1950-1986)                                   |
| McNally      | 47 km    | Paul A. McNally (1890-1955)                                       |
| Mechnikov    | 60 km    | Ilja Metjnikov (1845-1916)                                        |
| Mee          | 126 km   | Arthur Butler Phillips Mee (1860-1926)                            |
| Mees         | 50 km    | Charles Edward Kenneth Mees (1882-1960)                           |
| Meggers      | 52 km    | William F. Meggers (1888-1968)                                    |
| Meitner      | 87 km    | Lise Meitner (1878-1968)                                          |
| Melissa      | 18 km    | (Grekiskt kvinnonamn)                                             |
| Mendel       | 138 km   | Gregor Mendel (1822-1884)                                         |
| Mendeleev    | 313 km   | Dmitrij Mendelejev (1834-1907)                                    |
| Menelaus     | 26 km    | Menelaus av Alexandria (cirka 98)                                 |
| Menzel       | 3 km     | Donald Howard Menzel (1901-1976)                                  |
| Mercator     | 46 km    | Gerardus Mercator (1512-1594)                                     |
| Mercurius    | 67 km    | Mercurius                                                         |
| Merrill      | 57 km    | Paul Merrill (1887-1961)                                          |
| Mersenius    | 84 km    | Marin Mersenne (1588-1648)                                        |
| Meshcherskiy | 65 km    | Ivan Vsevolodovich Meshcherskiy (1859-1935)                       |
| Messala      | 125 km   | Mashallah ibn Athari (c.740 - c.815)                              |
| Messier      | 11 km    | Charles Messier (1730-1817)                                       |
| Metius       | 87 km    | Adriaan Adriaanszoon (känd som Metius) (1571-1635)                |
| Meton        | 130 km   | Meton (400-talet f.Kr.)                                           |
| Mezentsev    | 89 km    | Yurij B. Mezentsev (1929-1965)                                    |
| Michael      | 4 km     | (Engelskt mansnamn)                                               |
| Michelson    | 123 km   | Albert A. Michelson (1852-1931)                                   |
| Milankovic   | 101 km   | Milutin Milanković (1879-1958)                                    |
| Milichius    | 12 km    | Jacob Milich (1501-1559)                                          |
| Miller       | 61 km    | William Allen Miller (1817-1870)                                  |
| Millikan     | 98 km    | Robert Millikan (1868-1953)                                       |
| Mills        | 32 km    | Mark Muir Mills (1917-1958)                                       |
| Milne        | 272 km   | E. Arthur Milne (1896-1950)                                       |
| Mineur       | 73 km    | Henri Mineur (1899-1954)                                          |
| Minkowski    | 113 km   | Hermann Minkowski (1864-1909)                                     |
| Minkowski    | 113 km   | Rudolph Minkowski (1895-1976)                                     |
| Minnaert     | 125 km   | Marcel Minnaert (1893-1970)                                       |
| Mitchell     | 30 km    | Maria Mitchell (1818-1889)                                        |
| Mitra        | 92 km    | Sisir Kumar Mitra (1890-1963)                                     |
| Mohorovičić  | 51 km    | Andrija Mohorovičić (1857-1936)                                   |
| Moigno       | 36 km    | François Napoléon Marie Moigno (1804-1884)                        |
| Moiseev      | 59 km    | Nikolaj Dmitrievitj Moisejev                                      |
| Moissan      | 21 km    | Henri Moissan (1902-1955)                                         |
| Moltke       | 6 km     | Helmuth Karl Bernhard von Moltke (1800-1891)                      |
| Monge        | 36 km    | Gaspard Monge (1746-1818)                                         |
| Monira       | 2 km     | (Arabiskt kvinnonamn)                                             |
| Montanari    | 76 km    | Geminiano Montanari (1633-1687)                                   |
| Montgolfier  | 88 km    | Bröderna Montgolfier (Jacques E.: 1745-1799, Joseph M.: 1740-1810 |
| Moore        | 54 km    | Joseph Haines Moore (1878-1949)                                   |
| Moretus      | 111 km   | Théodore Moretus (1602-1667)                                      |
| Morley       | 14 km    | Edward Williams Morley (1838-1923)                                |
| Morozov      | 42 km    | Nikolaj Aleksandrovitj Morozov (1854-1945)                        |
| Morse        | 77 km    | Samuel Finley Breese Morse (1791-1872)                            |
| Moseley      | 90 km    | Henry Gwyn Jeffreys Moseley (1887-1915)                           |
| Mouchez      | 81 km    | Amédée Ernest Barthélemy Mouchez (1821-1892)                      |
| Moulton      | 49 km    | Forest Ray Moulton (1872-1952)                                    |
| Müller       | 22 km    | Karl Müller (1866-1942)                                           |
| Murakami     | 45 km    | Harutaro Murakami (1872-1947)                                     |
| Murchison    | 57 km    | Roderick Impey Murchison (1792-1871)                              |
| Mutus        | 77 km    | Vicente Mut Armengol, även Mut i Armengol (cirka 1614-1687)       |
| Mädler       | 27 km    | Johann Heinrich Mädler (1794-1874)                                |
| Mösting      | 24 km    | Johan Sigismund von Mösting (1759-1843)                           |
| Möbius       | 50 km    | August Möbius (1790-1868)                                         |

## N
| Krater     | Diameter | Eponym                                           |
| ---------- | -------- | ------------------------------------------------ |
| Nagaoka    | 46 km    | Hantaro Nagaoka (1865-1940)                      |
| Nansen     | 104 km   | Fridtjof Nansen (1861-1930)                      |
| Naonobu    | 34 km    | Naonobu Ajima (cirka 1732-1798)                  |
| Nasireddin | 52 km    | Nasir al-Din al-Tusi (1201-1274)                 |
| Nasmyth    | 76 km    | James Nasmyth (1808-1890)                        |
| Nassau     | 76 km    | Jason John Nassau (1893-1965)                    |
| Natasha    | 12 km    | (Ryskt kvinnonamn)                               |
| Naumann    | 9 km     | Karl Friedrich Naumann (1797-1873)               |
| Neander    | 50 km    | Michael Neander (1529-1581)                      |
| Nearch     | 75 km    | Nearchos (c. 360 – 300 f.kr.)                    |
| Necho      | 30 km    | Necho II (610-593 f.kr.)                         |
| Neison     | 53 km    | Edmund Neville Neison (1849-1940)                |
| Neper      | 137 km   | John Napier (1550-1617)                          |
| Nernst     | 116 km   | Walther Hermann Nernst (1864-1941)               |
| Neujmin    | 101 km   | Grigorij N. Neujmin (1885-1946)                  |
| Neumayer   | 76 km    | Georg von Neumayer (1826-1909)                   |
| Newcomb    | 41 km    | Simon Newcomb (1835-1909)                        |
| Newton     | 78 km    | Isaac Newton (1643-1727)                         |
| Nicholson  | 38 km    | Seth Barnes Nicholson (1891-1963)                |
| Nicolai    | 42 km    | Friedrich Bernhard Gottfried Nicolai (1793-1846) |
| Nicollet   | 15 km    | Jean Nicholas Nicollet (1788-1843)               |
| Nielsen    | 9 km     | Axel V. Nielsen (1902-1970)                      |
| Nielsen    | 9 km     | Harald Herborg Nielsen (1903-1973)               |
| Niepce     | 57 km    | Nicéphore Niépce (1765-1833)                     |
| Nijland    | 35 km    | Albertus Antonie Nijland (1868-1936)             |
| Nikolayev  | 41 km    | Andrijan Nikolajev (1929-2004)                   |
| Nishina    | 65 km    | Yoshio Nishina (1890-1951)                       |
| Nobel      | 48 km    | Alfred B. Nobel (1833-1896)                      |
| Nobile     | 73 km    | Umberto Nobile (1885-1978)                       |
| Nobili     | 42 km    | Leopoldo Nobili (1784-1835)                      |
| Nonius     | 69 km    | Pedro Nunes (1502-1578)                          |
| Norman     | 10 km    | Robert Norman (okänt: flourished cirka 1590)     |
| Numerov    | 113 km   | Boris Vasiljevitj Numerov (1891-1941)            |
| Nunn       | 19 km    | Joseph Nunn (1905-1968)                          |
| Nušl       | 61 km    | Frantisek Nušl (1867-1925)                       |
| Nöggerath  | 30 km    | Johann Jakob Nöggerath (1788-1877)               |
| Nöther     | 67 km    | Emmy Noether (1882-1935)                         |

### Fotnoter
1. ↑  °792 de la Biblioteca de escritores baleares de Juan Serra Busquets, Accessed July 15, 2007. Arkiverad 1 juli 2007 hämtat från the Wayback Machine.
2. ↑  Biblioteca Virtual Ignacio Larramendi, Accessed July 15, 2007. Arkiverad 13 augusti 2007 hämtat från the Wayback Machine.